# Achterhoofdsbeen
Het achterhoofdsbeen of os occipitale is een van de beenderen die deel uitmaken van de schedel. Het bordvormige bot ligt aan de achteronderzijde van de schedel met daarin een groot ovaal gat, het foramen magnum, waardoor de hersenen met het ruggenmerg in verbinding staan.

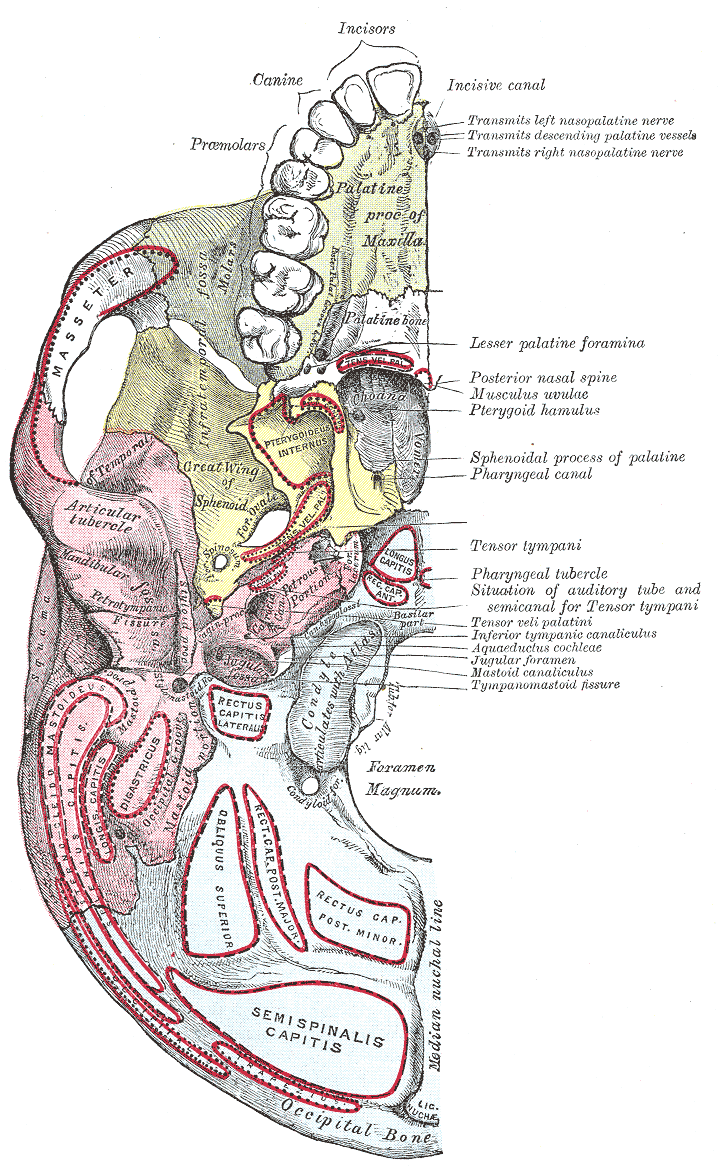
binnenzijde schedelbasis
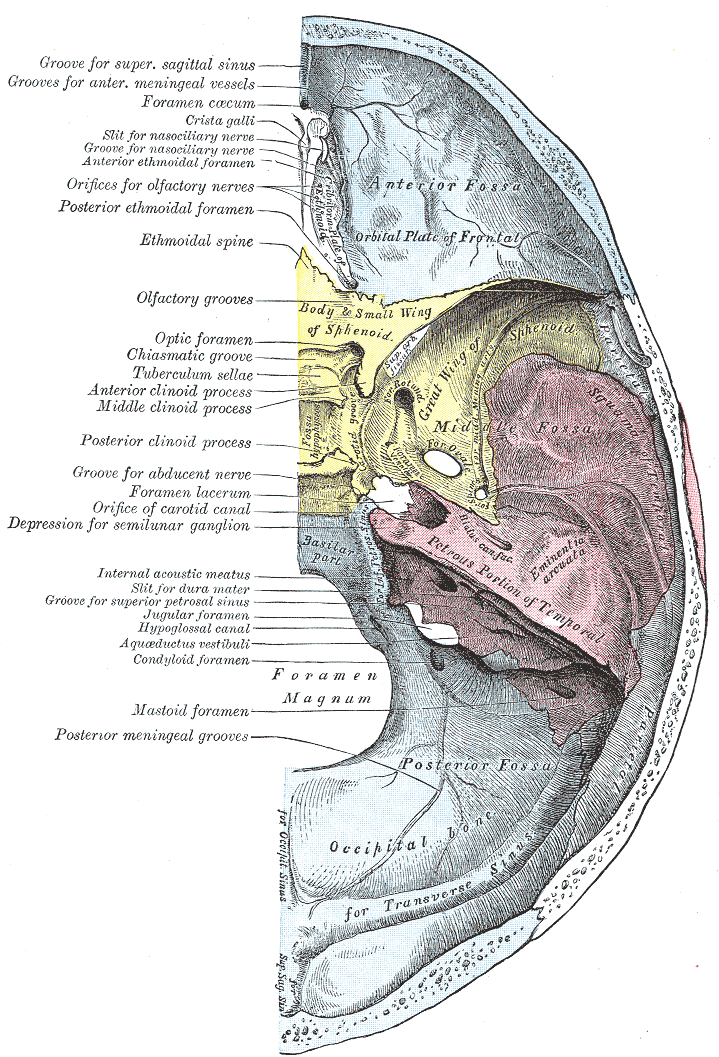
bovenzijde schedelbasis ■ os occipitale dorsaal
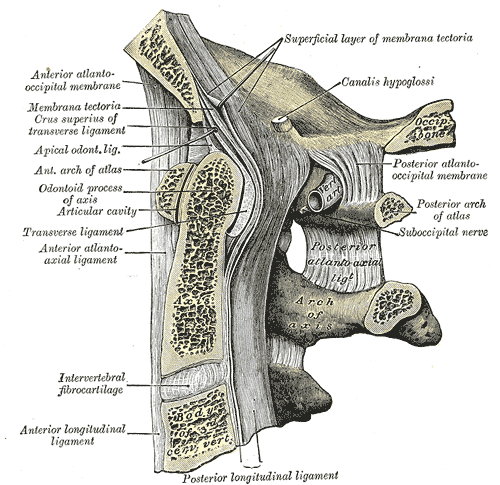
doorsnede overlangs door het os occipitale en de eerste drie wervels
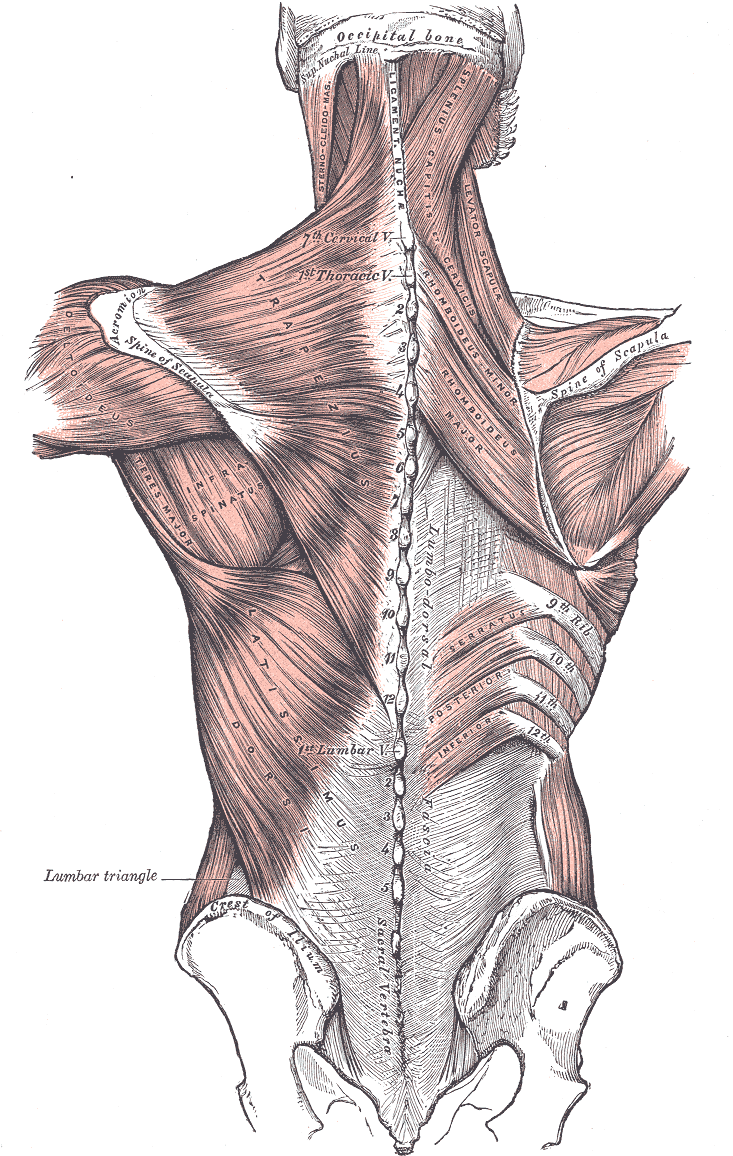
spieren die het hoofd met de rug verbinden
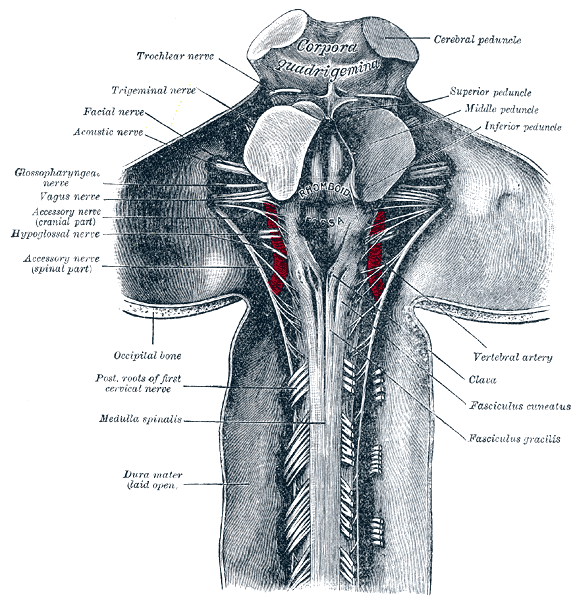
bovenzijde van het ruggenmerg

1 voorhoofdsbeen
2 wandbeen
3 neusbeen
4 zeefbeen
5 traanbeen
6 wiggenbeen
7 achterhoofdsbeen
8 slaapbeen
9 jukbeen
10 bovenkaaksbeen
11 mandibula of onderkaak

voorhoofdsbeen · wandbeen · slaapbeen · achterhoofdsbeen · wiggenbeen · zeefbeen

jukbeen · bovenkaakbeen · neusbeen · onderkaak · verhemeltebeen · traanbeen · ploegschaarbeen · onderste neusschelp

hamer · aambeeld · stijgbeugel